# یوروپراپ تی‌پی۴۰۰

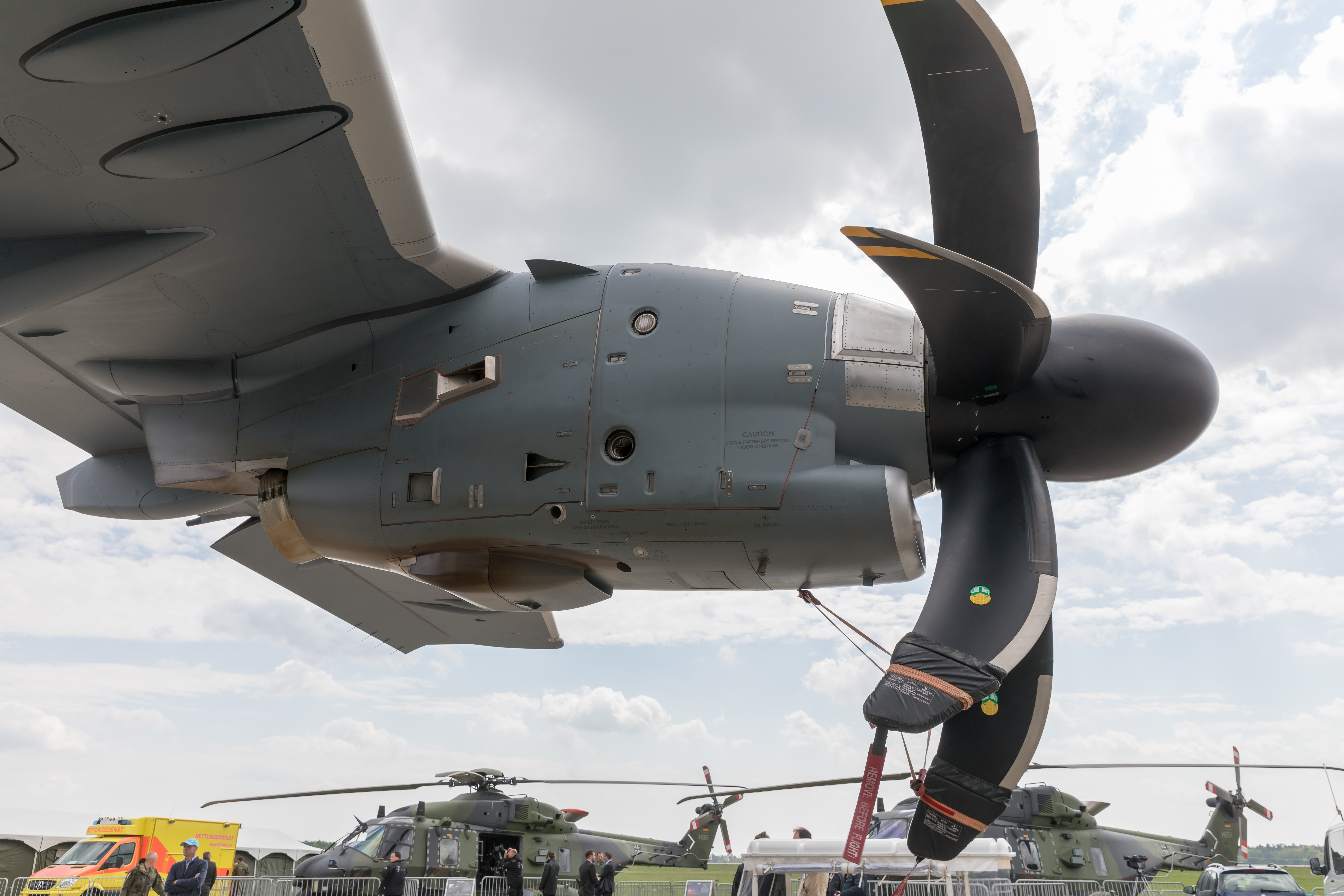
موتور نصب شده بر روی ایرباس ای۴۰۰ اطلس

یوروپراپ اینترنشنال تی‌پی۴۰۰-دی۶ یک موتور با ۱۱۰۰۰ اسب‌بخار قدرت است که توسط یوروپراپ اینترنشنال برای هواپیماهای ترابری نظامی ایرباس ای۴۰۰ام اطلس توسعه و تولید شده‌است. تی‌پی۴۰۰ قدرتمندترین موتور توربوپراپ تک‌محوره می‌باشد. 

## مشخصات (TP400-D6)
- Data from Rolls-Royce[۲]

#### خصوصیات کلی
- نوع: Three-shaft turboprop
- طول: ۳٫۵ متر (۱۳۷٫۸ اینچ)
- قطر: ۰٫۹۲ متر (۳۶٫۴ اینچ)
- Propeller diameter: ۵٫۳۰ متر (۱۷٫۳۹ فوت؛ ۵۳۰ سانتیمتر؛ ۲۰۸٫۷ اینچ)[۳]
- وزن خشک: ۱٬۸۹۰ کیلوگرم (۴٬۱۶۶٫۷ پوند)

#### اجزا
- کمپرسور: Five stage intermediate pressure unit, with no variable stators and a six stage high pressure unit with two rows of variables
- توربین: Single stage high pressure and intermediate pressure units, three stage power turbine

#### عملکرد
- حداکثر توان خروجی: ۱۱٬۰۰۰ اسب بخار (۸٬۲۰۲٫۷ کیلووات)
- نسبت فشار کلی: 25
- جریان جرمی هوا: ۲۶٫۳ کیلوگرم بر ثانیه (۵۸ پوند بر ثانیه)[۴]
- دمای داخلی توربین: ۱٬۲۰۰ درجه سلسیوس (۲٬۱۹۰ درجه فارنهایت؛ ۱٬۴۷۰ کلوین؛ ۲٬۶۵۰ درجه رانکین)[۴]
- مصرف سوخت یژه برخاست: In cruise: ۱۰٫۷ گرم بر کیلونیوتن بر ثانیه (۰٫۳۸ پوند بر پوند-نیرو بر ساعت)[۵]
- Power specific fuel consumption: At takeoff: ۰٫۲۲۸ کیلوگرم بر کیلووات بر ساعت (۰٫۱۷۰ کیلوگرم بر اسب بخار بر ساعت؛ ۰٫۳۷ پوند بر اسب بخار بر ساعت)+ (2003 estimate);[۶] In cruise: ۰٫۲۱ کیلوگرم بر کیلووات بر ساعت (۰٫۱۶ کیلوگرم بر اسب بخار بر ساعت؛ ۰٫۳۵ پوند بر اسب بخار بر ساعت)[۷]
- نسبت توان به وزن: ۴٫۴۱ kilowatts per kilogram (۵٫۹ اسب بخار بر کیلوگرم؛ ۲٫۶۸ horsepower per pound)[۷]